# 1974-es magyar úszóbajnokság
Az 1974-es magyar úszóbajnokságot az júliusban rendezték meg a Nemzeti Sportuszodában.

## Eredmények

### Férfiak
| Versenyszám            | Arany                                                        | Arany    | Ezüst                                                              | Ezüst    | Bronz                                                           | Bronz    |
| ---------------------- | ------------------------------------------------------------ | -------- | ------------------------------------------------------------------ | -------- | --------------------------------------------------------------- | -------- |
| 100 m gyorsúszás       | Hámori Jenő Bp. Spartacus                                    | 54,94    | Verrasztó Zoltán KSI                                               | 55,48    | Hargitay András KSI                                             | 55,64    |
| 200 m gyorsúszás       | Hargitay András KSI                                          | 1:59,44  | Verrasztó Zoltán KSI                                               | 2:00,40  | Borlói Mátyás Újpesti Dózsa                                     | 2:02,68  |
| 400 m gyorsúszás       | Hargitay András KSI                                          | 4:12,81  | Sós Csaba KSI                                                      | 4:13,92  | Tóth Csaba KSI                                                  | 4:14,42  |
| 1500 m gyorsúszás      | Tóth Csaba KSI                                               | 16:28,89 | Varga József BVSC                                                  | 16:39,13 | Koczka István KSI                                               | 17:03,31 |
| 100 m hátúszás         | Verrasztó Zoltán KSI                                         | 59,60    | Rudolf Róbert KSI                                                  | 1:00,34  | Cseh László Újpesti Dózsa                                       | 1:01,57  |
| 200 m hátúszás         | Verrasztó Zoltán KSI                                         | 2:06,37  | Rudolf Róbert KSI                                                  | 2:11,15  | Gulyás János KSI                                                | 2:13,61  |
| 100 m mellúszás        | Szabó Sándor Bp. Spartacus                                   | 1:08,30  | Tóth János Egri Dózsa                                              | 1:09,42  | Nagy József Bp. Spartacus                                       | 1:10,75  |
| 200 m mellúszás        | Hargitay András KSI                                          | 2:31,91  | Tóth János Egri Dózsa                                              | 2:32,27  | Szabó Sándor Bp. Spartacus                                      | 2:34,31  |
| 100 m pillangóúszás    | Hargitay András KSI                                          | 58,37    | Verrasztó Zoltán KSI                                               | 59,03    | Szentirmay István BVSC                                          | 59,72    |
| 200 m pillangóúszás    | Hargitay András KSI                                          | 2:08,50  | Mikola Tamás Bp. Honvéd                                            | 2:09,70  | Sós Csaba KSI                                                   | 2:09,82  |
| 200 m vegyes úszás     | Hargitay András KSI                                          | 2:11,64  | Rudolf Róbert KSI                                                  | 2:12,87  | Sós Csaba KSI                                                   | 2:15,43  |
| 400 m vegyes úszás     | Hargitay András KSI                                          | 4:35,86  | Verrasztó Zoltán KSI                                               | 4:38,43  | Rudolf Róbert KSI                                               | 4:39,96  |
| 4 × 100 m gyorsváltó   | KSI Rudolf Róbert Sós Csaba Verrasztó Zoltán Hargitay András | 3:44,31  | Újpesti Dózsa Borlói Mátyás Kiss Ferenc Szabó Tibor Cseh László    | 3:49,29  | Bp. Honvéd Kucsera Gábor Mikola Tamás Hajós Gyula Varga László  | 3:49,43  |
| 4 × 200 m gyorsváltó   | KSI Gulyás János Sós Csaba Verrasztó Zoltán Hargitay András  | 8:21,41  | BVSC Takács László Szentirmay István Márton István Varga József    | 8:25,09  | Újpesti Dózsa Borlói Mátyás Hévizi Ottó Szabó Tibor Cseh László | 8:29,81  |
| 4 × 100 m vegyes váltó | KSI Rudolf Róbert Hargitay András Sós Csaba Verrasztó Zoltán | 4:05,80  | Bp. Spartacus Buzgó József Szabó Sándor Csinger Márton Hámori Jenő | 4:07,50  | Újpesti Dózsa Cseh László Szabó Tibor Kiss Ferenc Borlói Mátyás | 4:14,70  |

### Nők
| Versenyszám            | Arany                                                                   | Arany   | Ezüst                                                             | Ezüst   | Bronz                                                                            | Bronz    |
| ---------------------- | ----------------------------------------------------------------------- | ------- | ----------------------------------------------------------------- | ------- | -------------------------------------------------------------------------------- | -------- |
| 100 m gyorsúszás       | Pelle Judit Egri Dózsa                                                  | 1:01,66 | Bedekovics Krisztina Bp. Spartacus                                | 1:01,73 | Kovács Edit BVSC                                                                 | 1:01,92  |
| 200 m gyorsúszás       | Pelle Judit Egri Dózsa                                                  | 2:13,57 | Lázár Eszter Egri Dózsa                                           | 2:14,02 | Bedekovics Krisztina Bp. Spartacus                                               | 2:15,15  |
| 400 m gyorsúszás       | Lázár Eszter Egri Dózsa                                                 | 4:39,53 | Pelle Judit Egri Dózsa                                            | 4:47,54 | Schäffer Zsuzsa Vasas SC                                                         | 4:49,18  |
| 800 m gyorsúszás       | Lázár Eszter Egri Dózsa                                                 | 9:31,63 | Schäffer Zsuzsa Vasas SC                                          | 9:56,95 | Eckel Edit Újpesti Dózsa                                                         | 10:03,02 |
| 100 m hátúszás         | Czövek Zsuzsanna Vasas SC                                               | 1:08,50 | Madarassy Szilvia Újpesti Dózsa                                   | 1:10,66 | Szekeres Ildikó Újpesti Dózsa                                                    | 1:11,17  |
| 200 m hátúszás         | Czövek Zsuzsanna Vasas SC                                               | 2:26,10 | Gergessy Andrea KSI                                               | 2:31,70 | Madarassy Szilvia Újpesti Dózsa                                                  | 2:34,19  |
| 100 m mellúszás        | Kaczander Ágnes Bp. Spartacus                                           | 1:16,38 | Ludányi Mária BVSC                                                | 1:16,71 | Kiss Éva Bp. Honvéd                                                              | 1:17,02  |
| 200 m mellúszás        | Kaczander Ágnes Bp. Spartacus                                           | 2:43,69 | Kiss Éva Bp. Honvéd                                               | 2:43,89 | Ludányi Mária BVSC                                                               | 2:48,42  |
| 100 m pillangóúszás    | Kaczander Ágnes Bp. Spartacus                                           | 1:06,22 | Szlavitsek Gizella Újpesti Dózsa                                  | 1:07,28 | Ludányi Mária BVSC                                                               | 1:08,77  |
| 200 m pillangóúszás    | Kaczander Ágnes Bp. Spartacus                                           | 2:23,81 | Kiss Éva Bp. Honvéd                                               | 2:24,52 | Szlavitsek Gizella Újpesti Dózsa                                                 | 2:34,48  |
| 200 m vegyes úszás     | Kaczander Ágnes Bp. Spartacus                                           | 2:27,71 | Ernst Ágnes Ferencvárosi TC                                       | 2:31,15 | Czövek Zsuzsanna Vasas SC                                                        | 2:33,34  |
| 400 m vegyes úszás     | Kaczander Ágnes Bp. Spartacus                                           | 5:14,99 | Kiss Éva Bp. Honvéd                                               | 5:18,82 | Czövek Zsuzsanna Vasas SC                                                        | 5:24,21  |
| 4 × 100 m gyorsváltó   | Újpesti Dózsa Szlavitsek Gizella Tóth Zsuzsa Eckel Edit Szekeres Ildikó | 4:17,50 | Vasas SC Schäffer Zsuzsa Ladányi Éva Czövek Zsuzsanna Patóh Magda | 4:18,08 | Egri Dózsa Harmath Katalin Lázár Eszter Bede Erzsébet Pelle Judit                | 4:19,95  |
| 4 × 100 m vegyes váltó | Vasas SC Czövek Zsuzsanna Nagy Júlia Ladányi Éva Schäffer Zsuzsa        | 4:46,58 | Egri Dózsa Harmath Katalin Prutz Éva Bede Erzsébet Pelle Judit    | 4:49,35 | Újpesti Dózsa Madarassy Szilvia Csapó Katalin Szlavitsek Gizella Szekeres Ildikó | 4:51,67  |

## Csúcsok
A bajnokság során az alábbi csúcsok születtek:
| Esemény                       | Idő     | Név             | Csapat        | Csúcs                      |
| ----------------------------- | ------- | --------------- | ------------- | -------------------------- |
| Férfi 100 méteres mellúszás   | 1:08,30 | Szabó Sándor    | Bp. Spartacus | Országos felnőtt           |
| Női 400 méteres gyorsúszás    | 4:39,53 | Lázár Eszter    | Egri Dózsa    | Országos felnőtt, ifjúsági |
| Női 200 méteres pillangóúszás | 2:23,81 | Kaczander Ágnes | Bp. Spartacus | Országos felnőtt           |
| Női 400 méteres vegyes úszás  | 5:14,99 | Kaczander Ágnes | Bp. Spartacus | Országos felnőtt           |